# Décès en 944
Décès
- 940
- 941
- 942
- 943
- 944
- 945
- 946
- 947
- 948

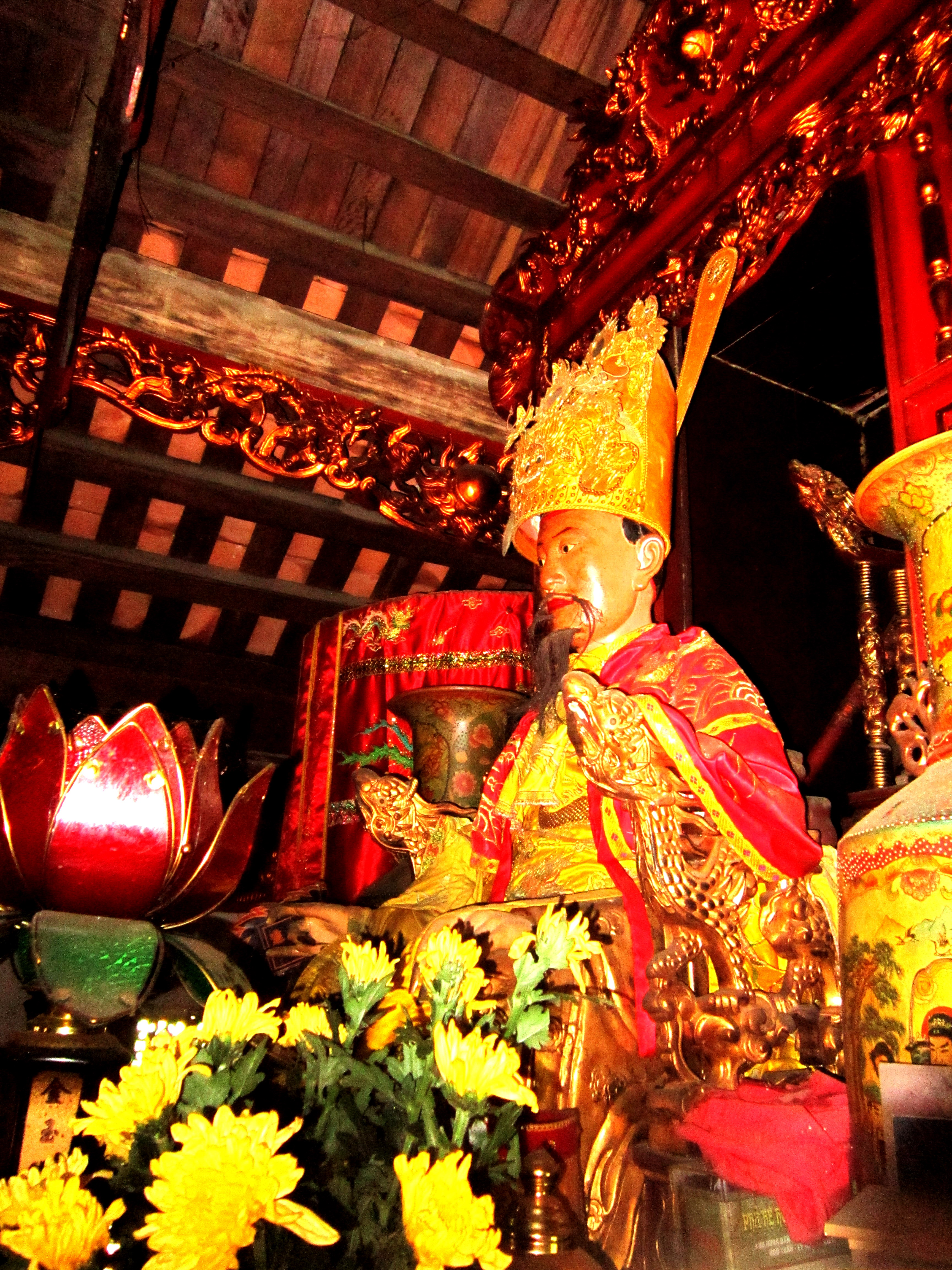
Ngô Quyền, mort en 944.

Cette page dresse une liste de personnalités mortes au cours de l'année 944 :
- 23 avril : Wichmann Ier, noble saxon, membre de la maison de Billung.

- Abû Tâhir Sulaymân, chef des Qarmates de la région de Bahreïn et d'Al-Hassa.
- Abul Mansûr Al Mâturîdî, théologien sunnite originaire d'Ouzbékistan.
- Ælfgifu de Shaftesbury, première femme du roi d'Angleterre Edmond Ier et la mère des rois Eadwig et Edgar.
- Al-Hajjam al-Hasan ben Muhammad ben al-Qasim, sultan idrisside.
- Flaithbertach mac Inmainén, abbé d'Inis Cathaig (Île Scattery), il fut aussi quelque temps roi de Munster, au sud de l'Irlande.
- Otton de Lotharingie, comte de Verdun et duc de Lotharingie.
- Harṣavarman II, souverain de l'Empire khmer.
- Ngô Quyền, premier roi du Viêt Nam libéré de la domination chinoise et le fondateur de la dynastie Ngô.
- Duan Siping, général bai, fondateur en 937 du Royaume de Dali.

## Crédit d'auteurs
- Cet article est partiellement ou en totalité issu de l'article intitulé « 944 » (voir la liste des auteurs).